# نايجل والكر
نايجل والكر (بالإنجليزية: Nigel Walker)‏ (7 أبريل 1959 غيتسهيد المملكة المتحدة - 2 فبراير 2014) هو لاعب كرة قدم بريطاني سابق كان يلعب كلاعب وسط.